# Pimp Bullies
Pour les articles homonymes, voir Pimp et Bullies.
Pour plus de détails, voir Fiche technique et Distribution.
Pimp Bullies est un film dominicain réalisé par Alfonso Rodríguez, sorti en 2011.

## Fiche technique
- Titre : Pimp Bullies
- Réalisation : Alfonso Rodríguez
- Scénario : Jose Miguel Bonetti
- Producteur : Kendy Yanoreth
- Producteur exécutif : Jose Miguel Bonetti, Antonio Espaillat et Alejandro Peña
- Société de production : Antena Latina Films
- Distributeur :
- Pays de production :  République dominicaine
- Langue : anglais, espagnol
- Genre : film d'action, thriller
- Durée : 78 minutes (1 h 18)
- Date de sortie : 
  - République dominicaine : 22 septembre 2011

## Distribution
- Catalina Rodriguez : Isabel
- Gerardo Celasco : Daniel (crédité comme Adrian Bellani)
- Ving Rhames : Miguel
- Lizbeth Santos : Crystal
- Kristen Quintrall : Candy
- Hemky Madera : James
- Steven Bauer : Mr. Watson
- Laura García : Julia (créditée comme Laura García-Godoy)
- Fard Nasir : Raul
- Chiquinquirá Delgado : Monica
- Carmen Manrique : Veronica (créditée comme Carmen Elena Manrique)
- Marcos Bonetti : le fils d'Isabel
- Edilsy Vargas : la serveuse
- Margaux Da Silva
- Albert Mena